# Tarahumara - La vergine perduta
Tarahumara - La vergine perduta (Tarahumara (Cada vez más lejos)) è un film del 1965 diretto da Luis Alcoriza.